# Fallschirmjäger

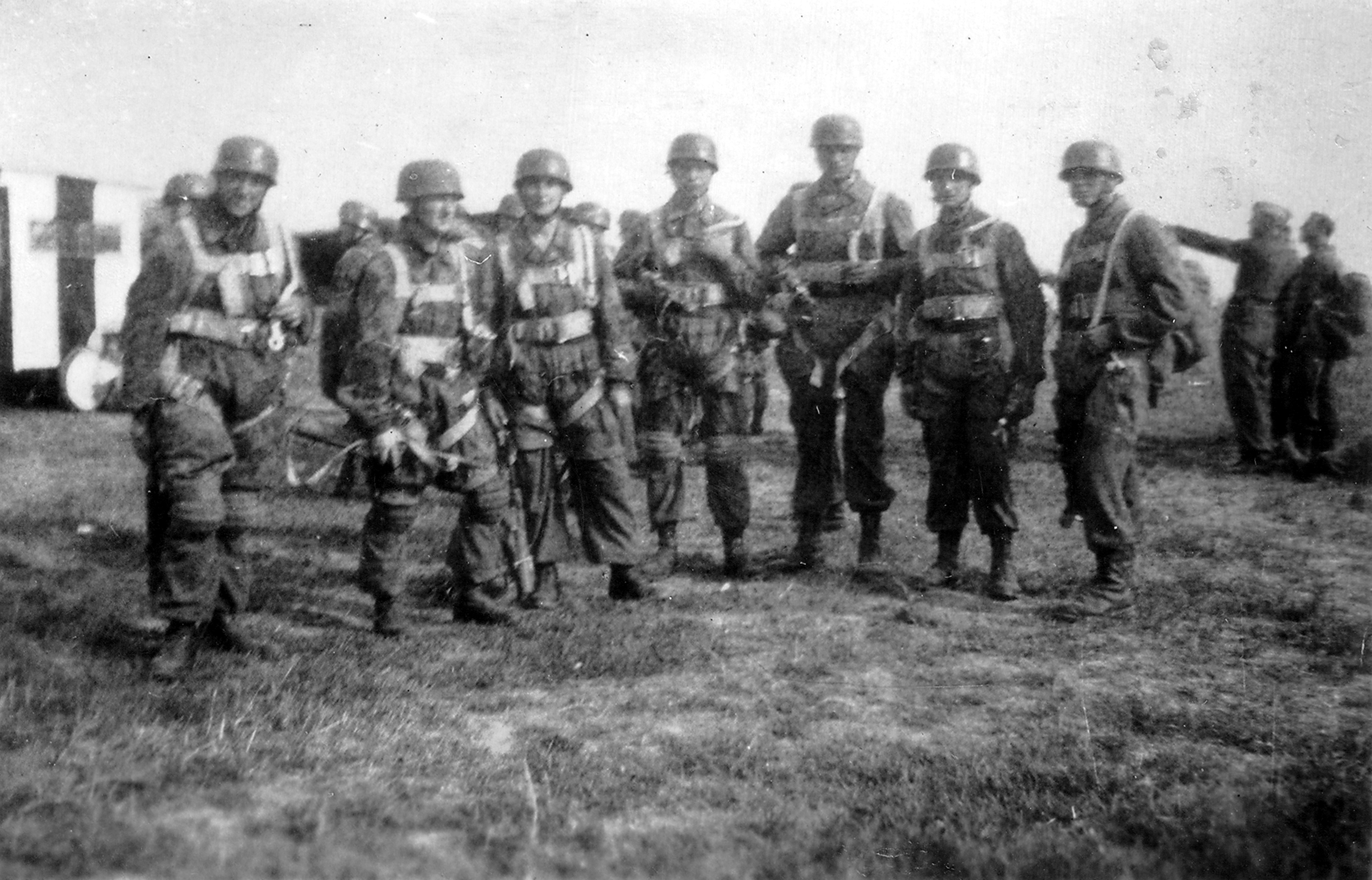
Fallschirmjäger durante la Batalla de Normandía.

Fallschirmjäger, Fallschirmjagerⓘ a veces escrito como Fallschirmjager, es una palabra alemana para paracaidista. Fallschirm significa paracaídas, y Jäger significa cazador o guardabosques, y es el término tradicional en alemán para la infantería ligera.
Las unidades de Fallschirmjäger estaban generalmente muy bien equipadas; tenían las armas más selectas de la Wehrmacht, como el fusil de asalto FG 42, que fue utilizado exclusivamente por ellos.

## Historia

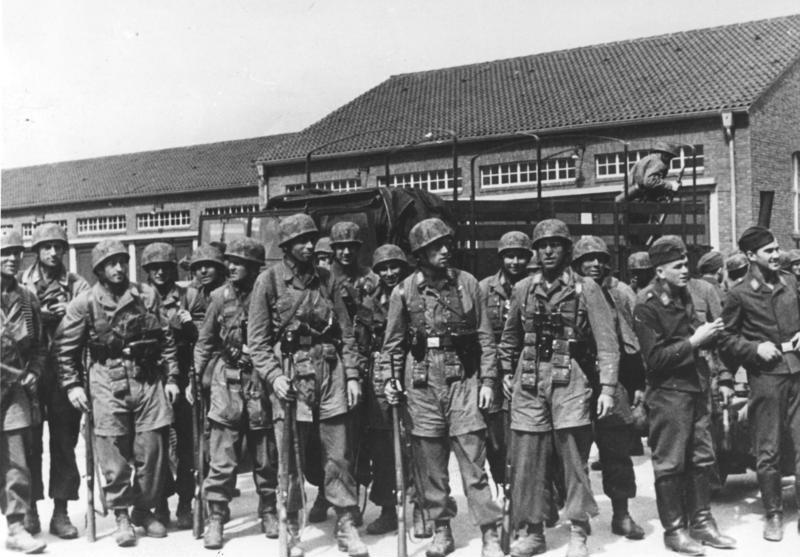
Los Fallschirmjäger del Destacamento de Asalto Koch que capturaron el fuerte Eben-Emael.

Durante la Segunda Guerra Mundial, la Luftwaffe promovió varias unidades de Fallschirmjäger. A diferencia de las prácticas de la Commonwealth y Estados Unidos, esas infanterías formaban parte de la Fuerza Aérea más que del ejército regular. Comenzando con una pequeña colección de batallones de Fallschirmjäger al principio de la guerra, la Luftwaffe acumuló tres regimientos formando una unidad del tamaño de una división de Fallschirmjäger, más grupos de apoyo y activos, conocida como la 7.ª División del Aire.
Más adelante en la guerra, los activos de la 7.ª División Paracaidista fueron reorganizados y utilizados como el núcleo de una nueva serie de divisiones de infantería de élite de la Luftwaffe, numerada en una serie que comenzaba por la 1.ª División Fallschirmjäger. Estas formaciones estaban organizadas y equipadas como las divisiones de infantería motorizada, y desempeñaron a menudo un papel de "unidades de ataque" en el frente occidental. Sus componentes se encontraban frecuentemente en el campo de batalla como grupos de combate ad hoc separados de una división u organizados a partir de los activos disponibles mezclados. De acuerdo con la práctica alemana estándar, estos grupos de combate se denominaban según el nombre de su comandante, como el Grupo Erdmann en Francia o la Brigada de Paracaidistas Afrika, renombrada Ramcke, en el norte de África.
A mediados de 1944, las tropas de Fallschirmjäger dejaron de ser entrenadas como paracaidistas debido a las realidades de la situación estratégica, pero conservaron de forma honorífica el nombre. Cerca del fin de la guerra, las nuevas divisiones de Fallschirmjäger comprendían una docena, con la reducción conjunta en la calidad en las unidades de la serie de mayor número. Alrededor de 54 449 paracaidistas murieron en combate y unos 8.000 están considerados desaparecidos en combate.

## Operaciones

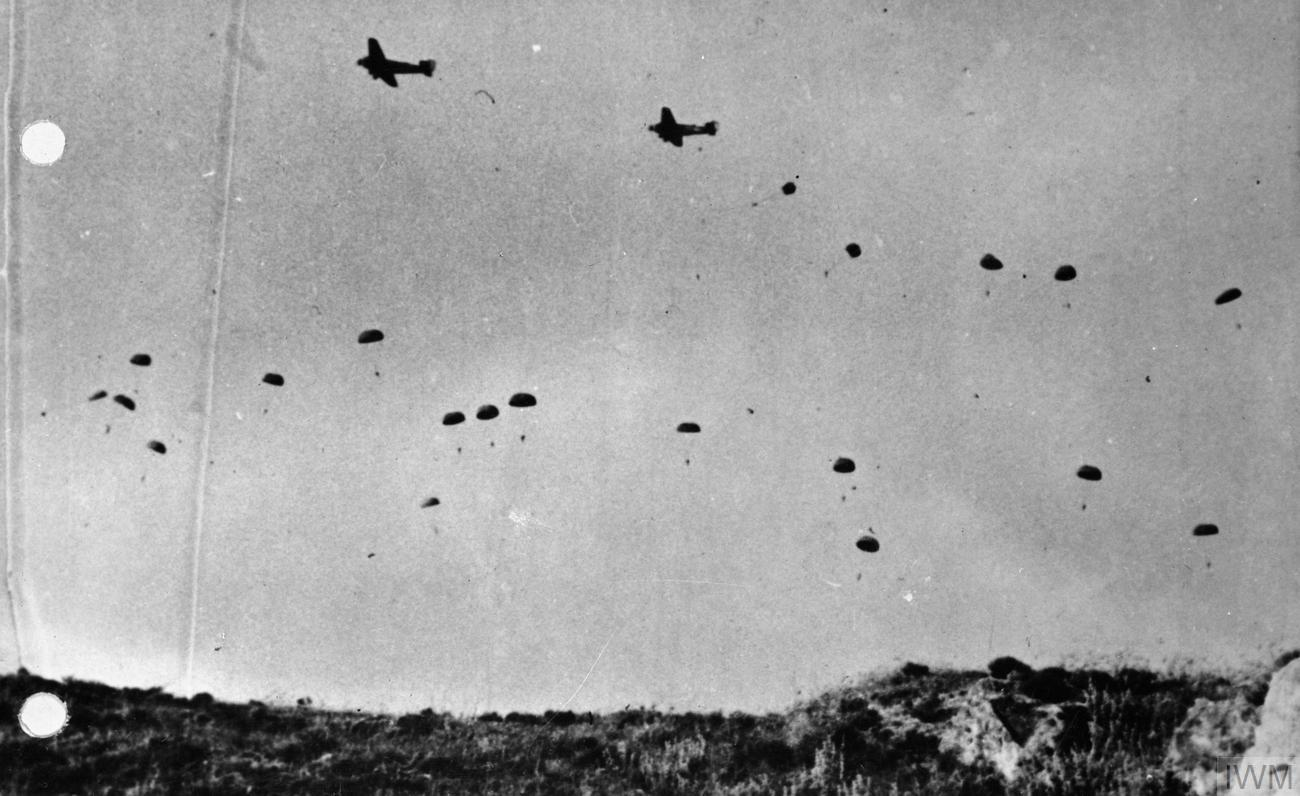
Tropas de Fallschirmjäger siendo lanzadas en Creta, 1941.

Los Fallschirmjäger participaron en muchas batallas famosas, incluyendo la captura del Fuerte Eben-Emael, los lanzamientos en Noruega en 1940 y la defensa de Carentan durante la Batalla de Normandía en 1944. Su lanzamiento más famoso fue en la Batalla de Creta en 1941, donde la 7.ª División entera fue desplegada junto con otros activos como la 22.ª División Aerotransportada. La operación fue un éxito al conseguir ocupar Creta, pero con un alto número de bajas entre los Fallschirmjäger, convenciendo a Hitler de que los lanzamientos masivos no eran factibles. De igual manera, los Aliados llegarían a una conclusión similar al final de la guerra, resultando que cada lanzamiento en gran escala tenía un mayor número de bajas.
Durante la Batalla de Monte Cassino, la 1.ª División Fallschirmjäger operó como infantería ordinaria. Cuando los Aliados bombardearon el monasterio de Monte Cassino, dejaron la fortaleza hecha escombros. Esto permitió a los Fallschirmjäger resistir durante meses los asaltos y bombardeos pesados. Fueron apodados como los diablos verdes por las fuerzas aliadas por su tenaz defensa, aunque finalmente fueron forzados a dejar la posición.

## Paracaidistas fuera de la Luftwaffe
Alemania también creó otras unidades aerotransportadas no asociadas a la Luftwaffe, como unidades paracaidistas y comandos en los Waffen-SS y el Regimiento de Brandeburgo bajo el control directo del Alto Mando de la Wehrmacht.

## Unidades paracaidistas de la Luftwaffe
- I Ejército Fallschirmjäger
- Cuerpos Fallschirm
  - I Cuerpo Fallschirmjäger
  - II Cuerpo Fallschirmjäger
- Divisiones 
  - 1.ª División Fallschirmjäger
  - 2.ª División Fallschirmjäger
  - 3.ª División Fallschirmjäger
  - 4.ª División Fallschirmjäger
  - 5.ª División Fallschirmjäger
  - 6.ª División Fallschirmjäger
  - 7.ª División Fallschirmjäger
  - 8.ª División Fallschirmjäger
  - 9.ª División Fallschirmjäger
  - 10.ª División Fallschirmjäger
  - 11.ª División Fallschirmjäger
  - División de Entrenamiento Fallschirmjäger
- Otras unidades
  - Brigada de Paracaidistas Ramcke
  - LLStR, Regimiento de Asalto Aerotransportado
  - Regimiento Barenthin

## Otras unidades de paracaidistas
- Waffen-SS
  - 500.º Batallón de Paracaidistas SS
  - 600.º Batallón de Paracaidistas SS
- Ejército
  - División Brandeburgo
  - 22.Infanterie-Division (Luftlande)

### En español
- Fallschirmjäger, tropas paracaidistas alemanas

### En inglés
- Fallschirmjäger 1936-1945
- Fallschirmjäger of the Luftwaffe
- Informe de Inteligencia de Estados Unidos de los Fallschirmjäger en la Segunda Guerra Mundial

- Datos: Q13479665
- Multimedia: Fallschirmjäger (Wehrmacht) / Q13479665